# Didymosella larvalis
Didymosella larvalis är en mossdjursart som först beskrevs av Paul Howard MacGillivray 1869. Didymosella larvalis ingår i släktet Didymosella och familjen Didymosellidae. Inga underarter finns listade i Catalogue of Life.